# Bitwa w Firth of Forth
Bitwa morska pod Dunbar – niewielkie starcie pomiędzy flotami szkocką i angielską w 1489.

## Bitwa
Henryk VII, król Anglii, starał się ograniczać kontakty Szkocji z Europą, aby łatwiej ją sobie podporządkować. Jednak kapitulacja jego pierwszej floty pod Dunbar mocno nadwerężyła królewski prestiż. Król zaproponował £1000 rocznej pensji dla dowódcy, który pojmie i dostarczy szkockiego admirała Andrew Wooda. Zadania podjął się sir Stephen Bull. W sile trzech dobrze uzbrojonych okrętów popłynął na północ i przygotował zasadzkę na Szkotów u brzegów wyspy Isle of May, u wejścia do zatoki Firth of Forth. Tymczasem okręty Wooda, Yellow Caravel i Flower, wracały z rejsu do Flandrii.
Zaskoczeni Szkoci nie stracili głowy; Wood zdołał wymanewrować Anglików i rozpoczęto pojedynki artyleryjskie pomiędzy jednostkami. Zacięta wymiana ognia, przerodziła się w końcu w walkę burta w burtę. Dopiero ciemności zmusiły obie strony do tymczasowego wstrzymania walki. W nocy, statki angielskie zbliżyły się niebezpiecznie do rafy ciągnącej się od Dundee do Fife. Rano, Wood zauważył próbującą się wycofać flotę angielską i nakazał natychmiastowy atak. Nie mając żadnej drogi ucieczki i podłamany już Bull skapitulował.

## Skutki
Bitwa toczyła się w pobliżu lądu i była na tyle widowiskowa, że obserwowało ją wielu okolicznych mieszkańców. Natychmiast też poinformowano króla Jakuba IV, który też zaraz po bitwie otrzymał sir Bulla jako jeńca. Później jednak Bullowi i reszcie jeńców okazano łaskę: zostali zwolnieni i odesłani na zdobytych statkach do Anglii. Bull przekazał też Henrykowi VII wiadomość od Jakuba IV: w Szkocji jest tyle samo mężnych ludzi co w Anglii. Odtąd Henryk zaprzestał posyłania ekspedycji morskich przeciwko Szkocji.
Z uwagi na swoje sukcesy sir Andrew Wood jest nazywany szkockim Nelsonem.